# Забеле-Великі
Забеле-Великі (пол. Zabiele Wielkie) — село в Польщі, у гміні Ольшево-Борки Остроленцького повіту Мазовецького воєводства.
Населення — 180 осіб (2011).
У 1975-1998 роках село належало до Остроленцького воєводства.

## Демографія
Демографічна структура станом на 31 березня 2011 року:
|          | Загалом | Допрацездатний вік | Працездатний вік | Постпрацездатний вік |
| -------- | ------- | ------------------ | ---------------- | -------------------- |
| Чоловіки | 82      | 17                 | 60               | 5                    |
| Жінки    | 98      | 20                 | 53               | 25                   |
| Разом    | 180     | 37                 | 113              | 30                   |